# Kyle of Lochalsh
Kyle of Lochalsh (in gaelico scozzese: Caol Loch Aillse; 750 ab. ca.) è una cittadina costiera della Scozia nord-occidentale (Highlands occidentali).
È il punto di partenza via mare o via terra (dal 1995 tramite lo Skye Bridge) per la dirimpettaia isola di Skye (Ebridi Interne), separata da Kyle of Lochalsh dal Sound of Sleat.

## Geografia fisica

### Collocazione
Kyle of Lochalsh si trova a circa 100 km a sud di Gairloch e circa 130 km ad ovest di Inverness. Dista circa 4 km da Kyleakin (isola di Skye).

## Storia
I primi insediamenti risalgono almeno agli inizi del XVII secolo.
Nel corso del XIX secolo arrivarono i collegamenti con la città di Inverness, segnatamente tramite una strada costruita nel 1819, poi anche tramite una ferrovia, detta "Kyle of Lochalsh Line", realizzata nel 1897.